# Austrolimnophila styx
Austrolimnophila styx är en tvåvingeart som beskrevs av Alexander 1965. Austrolimnophila styx ingår i släktet Austrolimnophila och familjen småharkrankar.
Artens utbredningsområde är Madagaskar. Inga underarter finns listade i Catalogue of Life.